# Batasio macronotus
Batasio macronotus är en fiskart som beskrevs av Ng och Edds 2004. Batasio macronotus ingår i släktet Batasio och familjen Bagridae. IUCN kategoriserar arten globalt som otillräckligt studerad. Inga underarter finns listade.